# Avinash Mukherjee
Avinash Mukherjee là một diễn viên người Ấn Độ được biết đến với vai "Jagya" (Jagdish lúc nhỏ) trong sê-ri phim Cô dâu 8 tuổi của Colors TV. Anh còn đóng vai Ranbir Nachiket Khanna trong phim Itna Karo Na Mujhe Pyaar.

## Truyền hình
- 2008-2010:Cô dâu 8 tuổi với vai Jagdish Bhairon Singh/Jagya
- 2012: Gumrah: End of Innocence[5]
- 2013: Sanskaar - Dharohar Apnon Ki với vai Ankit Vaishnav
- 2014–Present: Itna Karo Na Mujhe Pyaar với vai Ranbir Nachiket Khanna

## Giải thưởng
| Năm  | Giải                     | Thể loại                      | Dành cho     | Kết quả   |
| ---- | ------------------------ | ----------------------------- | ------------ | --------- |
| 2009 | New Talent Awards        | Best New Child Artiste (Male) | Balika Vadhu | Đoạt giải |
| 2009 | 9th Indian Telly Awards  | Best Child Artiste (Male)     | Balika Vadhu | Đoạt giải |
| 2010 | 3rd Boroplus Gold Awards | Best Child Artiste (Male)     | Balika Vadhu | Đoạt giải |